# 클루브 아메리카
클루브 데 푸트볼 아메리카(Club de Fútbol América), 약칭 클루브 아메리카(Club América)는 멕시코의 축구 클럽으로, 멕시코 시티를 연고로 한다. CD 과달라하라와 라이벌 관계에 있으며 에스타디오 아스테카를 홈구장으로 한다.
멕시코의 축구 클럽 가운데 가장 많은 우승 기록을 보유하고 있으며 북중미카리브 축구 연맹 회원국의 축구 클럽 가운데 가장 많은 우승 기록을 보유하고 있는 팀이기도 하다.

## 주요 성적

### 멕시코 국내 대회
- 멕시코 프리메라 디비시온: 우승 14회 (1925, 1926, 1927, 1928, 1966, 1971, 1976, 1984, 1985, 프로데 1985, 1988, 1989, 2002 하계 리그, 2005 하계 리그)
- 코파 멕시코: 우승 6회 (1938, 1954, 1955, 1964, 1965, 1974)
- 캄페온 데 캄페오네스: 우승 5회 (1955, 1976, 1988, 1989, 2005)

### 국제 대회
- CONCACAF 챔피언스리그: 우승 6회 (1977, 1987, 1990, 1992, 2006, 2014-15, 2015-16)
- CONCACAF 자이언츠컵: 우승 1회 (2001)
- 코파 인테라메리카나: 우승 2회 (1978, 1991)
- 코파 수다메리카나: 준우승 1회 (2007)
- 2006년 FIFA 클럽 월드컵 4위
- 2016년 FIFA 클럽 월드컵 4위

## 선수 명단

### 현역
참고: FIFA 자격 규정에 따라 소속된 국가대표팀 국기를 표시합니다. 선수는 복수의 FIFA 비회원국 국적을 가지고 있을 수 있습니다.
| 번호 | 포지션 | 국적     | 이름                |
| ---- | ------ | -------- | ------------------- |
| 4    | DF     | 우루과이 | 세바스티안 카세레스 |
| 6    | MF     |          | 호나탄 도스 산토스  |
| 17   | MF     |          | 알레한드로 젠데야스 |

| 번호 | 포지션 | 국적 | 이름        |
| ---- | ------ | ---- | ----------- |
| 21   | FW     |      | 엔리 마르틴 |

## 역대 감독
| 감독                     | 임기      |
| ------------------------ | --------- |
| 라파엘 가르사 구티에레스 | 1917~1926 |
| 라파엘 가르사 구티에레스 | 1929~1931 |
| 라파엘 가르사 구티에레스 | 1933~1936 |
| 라파엘 가르사 구티에레스 | 1937~1942 |
| 루이스 레게이로          | 1942~1945 |
| 라파엘 가르사 구티에레스 | 1946~1949 |
| 알레한드로 스코페지      | 1964~1965 |
| 사비노 바리나가          | 1968      |
| 알레한드로 스코페지      | 1970      |
| 알레한드로 스코페지      | 1978~1979 |
| 레오 베인하커르          | 1994~1995 |
| 마르셀로 비엘사          | 1995~1996 |
| 레오 베인하커르          | 2003~2004 |
| 라몬 디아스              | 2008~2009 |
| 미겔 에레라              | 2012~2013 |
| 미겔 에레라              | 2017~2020 |
| 산티아고 솔라리          | 2020~2022 |
| 안드레 자르딘            |           |